# Бунхозия серебристая
Бунхозия серебристая (лат. Bunchosia argentea) — небольшое плодовое дерево, вид рода Бунхозия семейства Мальпигиевые. Происходит из Центральной и Южной Америки.
Высота растения — до 10 м.
Плоды эллиптические, собранные в гроздья, длиной 3-4 см, красного или жёлтого цвета. Внутри содержится липкая густая мякоть, напоминающая сухой инжир, с запахом арахисового масла. Плоды едят в свежем виде, а также используют для приготовления желе, джема и консервов.
Бунхозия серебристая — близкий родственник Барбадосской вишни (Malpighia glabra) и Нансе (Byrsonima crassifolia).

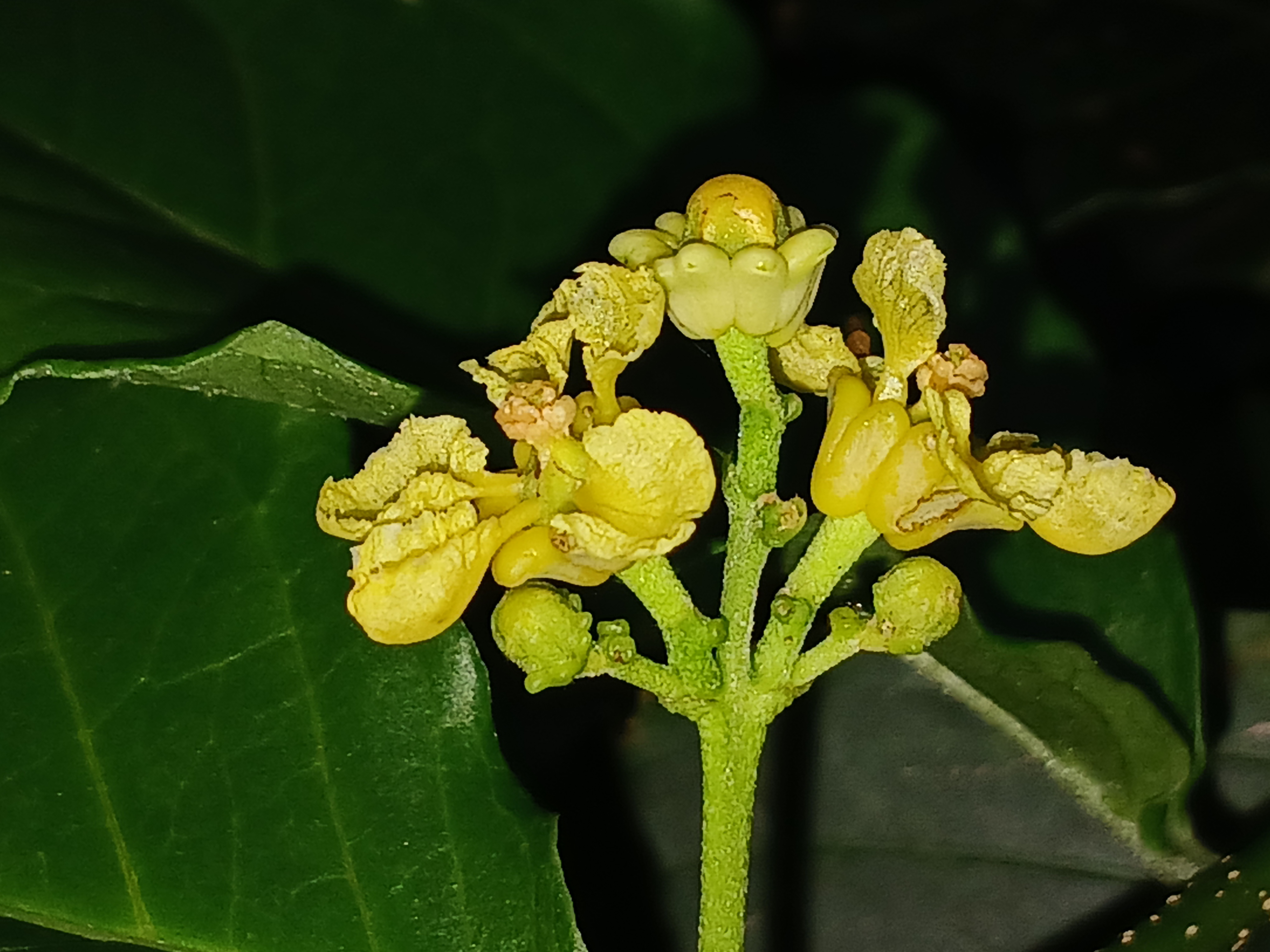
Соцветие